# 猶大 (創世記)

犹大支派的象征

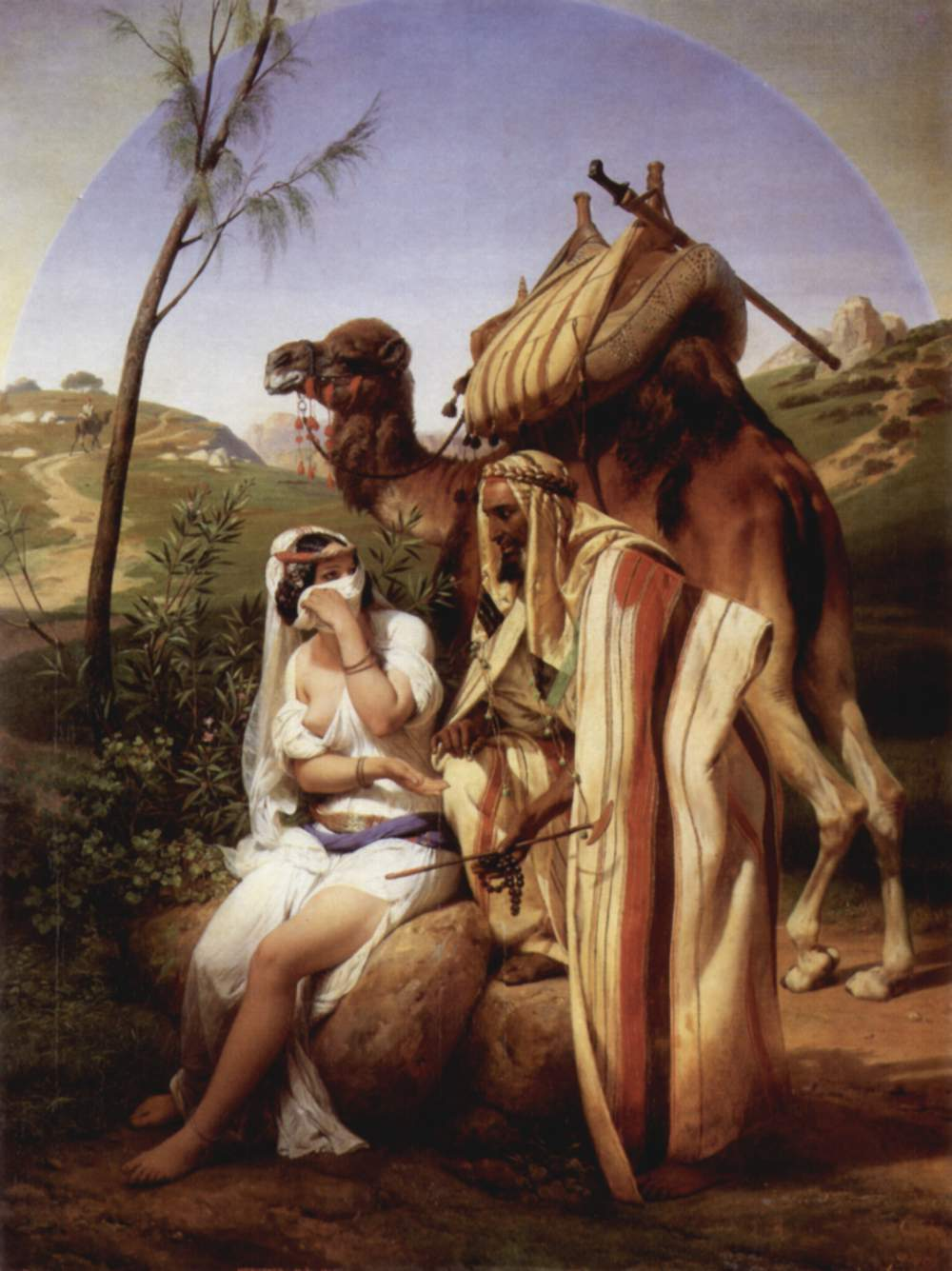
猶大與他瑪，Horace Vernet繪

猶大，希伯來語，希伯來聖經創世記中的人物，是雅各和利亚的第四个儿子，生在亚兰，是犹太人十二列祖之一，為珥、俄南、示拉、法勒斯和謝拉的父親、養父。妻子是迦南人書亞。與兒媳他瑪有兩個兒子法勒斯和謝拉。

## 生平
根據《舊約聖經創世紀》37章記載，猶大阻止其他兄弟殺害弟弟約瑟的計劃，指出殺害約瑟對他們並沒有好處，改為建議把約瑟賣給以實馬利商人。
猶大其後娶妻，生了三個兒子，因長子珥行耶和華認為是惡的事（並未記載為何種惡行），所以死於天譴。
然而據猶太人的習俗，兄若無子而卒，弟弟應為亡兄娶兄嫂過門，與她行房生的第一個兒子歸兄長名下，以繼承兄長的香火家業。但次子俄南不願，性交後故意體外射精，也被耶和華看作不義而殺死。
接下來輪到三子示拉迎娶兄嫂他瑪，而猶大怕示拉也被耶和華殺死，便謊稱示拉仍未成年無法迎娶兄嫂，讓她先回娘家守寡等待示拉成年；事實上猶大直到示拉成年後，仍不容許娶他瑪過門。
他瑪得知此消息後，假扮妓女，在猶大行經的路途上等待猶大到來。而後猶大召妓，把兒媳他瑪當成妓女，發生性行為，猶大提出付給她一隻山羊的羔羊作為代價，但是他瑪要求先以猶大的印、帶子和杖作為抵押，但是當猶大後來去送羊羔時，發現她已經帶著印、帶子和杖離開；他瑪也因為這次與公公猶大的同房而懷孕。三個月以後，當猶大聽說他瑪在娘家守寡期間充當妓女，並且懷孕的消息，便下令以通姦罪名將她火刑燒死；但是當他瑪向他出示猶大給她的印、帶子和杖，公開宣布孩子的父親就是印、帶子和杖的主人，於是猶大承認了她和孩子，並且承認他瑪比自己更為公義，因為自己沒有讓幼子示拉迎娶他瑪。他瑪其後生下了法勒斯和謝拉，而法勒斯則繼承了長孫/長子名份，使長子名份得以延續。
後來猶大率領兄弟下埃及買糧食時，猶大向父親雅各以性命擔保弟弟便雅憫安全回來，在創世紀44章記載，他向約瑟求情懇求不要把便雅憫帶走為奴。
猶大一家及後跟隨約瑟至埃及生活，其後代直至《出埃及記》回迦南地。
因為流便已因與雅各的妾（代母）通姦而失去長子名分，西緬及利未涉在示劍屠殺，加上他們可能是謀害約瑟的主謀。因此，他和約瑟，利未共同得到流便失去的長子名份。約瑟得到了雙份的土地，利未的後代成為聖殿的祭司，而猶大在弟兄中領頭，成為族中之首。
猶大的支派其後成為以色列最具影響力的支派，大衛王及其後代均是出自猶大支派，耶穌基督據《新約聖經》的記載，也是出自猶大支派。